# Петниста блатна костенурка
 Вижте също: Индийска петниста костенурка.
Петнистата блатна костенурка (Chrysemys picta) е вид влечуго от семейство Блатни костенурки (Emydidae), единствен представител на род Chrysemys.

## Разпространение
Видът е разпространен в Канада (Албърта, Британска Колумбия, Квебек, Манитоба, Нова Скотия, Ню Брънзуик, Онтарио и Саскачеван), Мексико (Чиуауа) и САЩ (Айдахо, Айова, Алабама, Аризона, Арканзас, Вашингтон, Вашингтон, Вирджиния, Върмонт, Делауеър, Джорджия, Западна Вирджиния, Илинойс, Индиана, Калифорния, Канзас, Кентъки, Колорадо, Кънектикът, Луизиана, Масачузетс, Мейн, Мериленд, Минесота, Мисисипи, Мисури, Мичиган, Монтана, Небраска, Ню Джърси, Ню Йорк, Ню Мексико, Ню Хампшър, Оклахома, Орегон, Охайо, Пенсилвания, Род Айлънд, Северна Дакота, Северна Каролина, Тексас, Тенеси, Уайоминг, Уисконсин, Южна Дакота, Южна Каролина и Юта). Внесен е в Германия, Индонезия, Испания и Филипини.